# Tracy Pew
Tracy Pew (19 de diciembre de 1957 – † 7 de noviembre de 1986) fue un músico australiano, quien fue bajista de The Boys Next Door y The Birthday Party, en ambos grupos al lado de Nick Cave, aunque también colaboró con él para su banda Nick Cave And The Bad Seeds.
Nació en Melbourne, Australia, pero se trasladó con sus padres a Nueva Zelanda, donde vivió su niñez. A los pocos años, regresa a Melbourne, donde desde 1972 asiste al Caulfied Grammar School, donde conoce a Nick Cave, Mick Harvey y Phill Calvert, quienes formaron una banda llamada The Boys Next Door, a la que estos lo incluyen como bajista al poco tiempo. Luego de incluir a Rowland S. Howard y de lanzar la reconocida canción "Shivers", la banda se traslada a Londres, Inglaterra, donde cambia de nombre a The Birthday Party.
Drunate la época de The Birthday Party, Pew fue una imagen reconocida en la banda, ya que en 1981 adquirió una imagen de vaquero con que fue identificado. Además, en la banda destacaba mucho su estilo de tocar el bajo. Mientras estaba en The Boys Next Door, el usaba un bajo Rickenbacker, y luego cambió a los bajos Fender Precision y Jazz Bass.
Muy al contrario de su apariencia de "chico malo", Pew era un lector constante y luego de la separación de The Birthday Party, regresó a Melbourne a estudiar Literatura y Filosofía.
Sus últimas contribuciones en la música fueron su colaboración con la banda que formó Nick Cave luego del rompimiento de The Birthday Party, Nick Cave And The Bad Seeds, y hacer gira con la banda punk australiana The Saints.
Sus años de excesos de drogas le causaron epilepsia, siendo propenso a ataques de ese mal, muriendo tras uno de ellos, el 5 de julio de 1986.